# La Selle-en-Hermoy
La Selle-en-Hermoy là một xã trong tỉnh Loiret, vùng Centre-Val de Loire bắc trung bộ nước Pháp.